# Cutrofiano
Cutrofiano ist eine Stadt mit 8657 Einwohnern (Stand 31. Dezember 2023) in der Provinz Lecce in der italienischen Region Apulien.

## Lage und Daten
Cutrofiano liegt 27 km südlich von Lecce und ist reich an historisch-kulturellen Schätzen.

## Geschichte
Die genaue Bezeichnung der Stadt ist Cultus Jani zu verdanken, der für das römische Imperium tätig war. Zu dieser Zeit war in dem Gebiet, in dem sich Cutrofiano heute befindet, ein Wald, der damals von "Venerato", dem Gott Giano, den Namen „Cutrubbo“ erhielt. Er übergab das Land den Einwohnern, die von den Nachbarorten verstoßen worden waren.
Zur Zeit der griechisch-byzantinanischen Herrschaft wurde das Dorf von deren Ritualen und Sitten förmlich magisch angezogen. Sie bildeten danach zusammen mit der Grafschaft von Soleto und des Vorsitzenden von Tarent in den Jahren 1088 bis 1463 die Einwohner von Cutrubbo (Cutrofiano). Die Einwohner fingen an, Pferde zu züchten und mit diesen Rennen abzuhalten, was ihnen viel Prestige nicht nur in der Herrschaft von Neapel einbrachte, sondern vor allem bei den Engländern.
Im Jahre 1889 wurde die Stadt in Cutrofiano umbenannt.

## Sehenswürdigkeiten

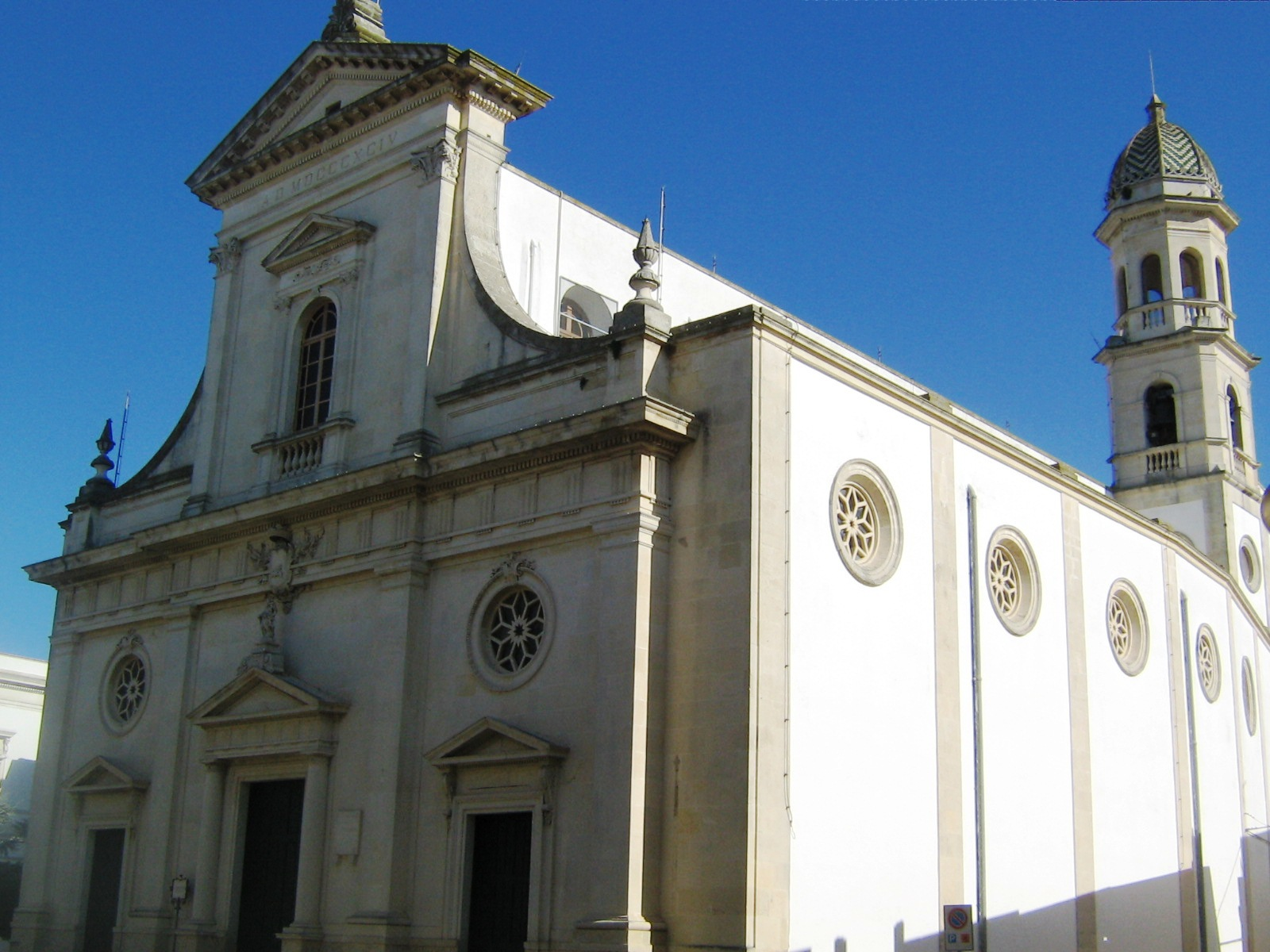
Pfarrkirche Santa Maria delle Neve

Cutrofianos Pfarrkirche wurde im Jahre 1760 erbaut. Der Eingang wird von zwei wichtigen Statuen rahmte, die Unsere Liebe Frau vom Schnee und den heiligen Antonius von Padua zeigen. Der Altar des heiligen Gaetano in ihrem Innern ist eine Arbeit des Bildhauers Domenico Miccoli.